# ایان مک‌الینی
ایان مک‌الینی (انگلیسی: Ian McElhinney؛ زاده ۱۹۴۸ (۷۶–۷۷ سال)) یک هنرپیشه است. وی از سال ۱۹۸۱ میلادی تاکنون مشغول فعالیت بوده‌است.
از فیلم‌هایی که وی در آن نقش داشته است می‌توان به بستن حلقه، پلی‌بویز و دستور کار مخفی اشاره کرد.